# Буди (Конецький повіт)
Буди (пол. Budy) — село в Польщі, у гміні Фалкув Конецького повіту Свентокшиського воєводства.
Населення — 153 особи (2011).
У 1975—1998 роках село належало до Пйотрковського воєводства.

## Демографія
Демографічна структура на день 31 березня 2011 року:
|          | Загалом | Допрацездатний вік | Працездатний вік | Постпрацездатний вік |
| -------- | ------- | ------------------ | ---------------- | -------------------- |
| Чоловіки | 80      | 14                 | 53               | 13                   |
| Жінки    | 73      | 17                 | 30               | 26                   |
| Разом    | 153     | 31                 | 83               | 39                   |